# Resolució 1820 del Consell de Seguretat de les Nacions Unides
La Resolució 1820 del Consell de Seguretat de les Nacions Unides fou adoptada per unanimitat el 19 de juny de 2008. Condemna l'ús de violència sexual com a eina de guerra, i declara que "la violació i altres formes de violència sexual poden constituir crims de guerra, crims contra la humanitat o un acte constitutiu pel que fa al genocidi". L'adopció de la resolució va marcar la primera vegada que l'ONU va relacionar explícitament la violència sexual com una tàctica de guerra amb les dones, la pau i els problemes de seguretat. La resolució 1820 reforça la Resolució 1325 del Consell de Seguretat de les Nacions Unides i destaca que la violència sexual en conflicte constitueix un delicte de guerra i demana a les parts del conflicte armat que adoptin de manera immediata mesures adequades per protegir els civils contra la violència sexual, inclosa la formació de tropes i l'aplicació de mesures disciplinàries. El novembre de 2010, el Secretari General de les Nacions Unides va presentar un informe sobre l'aplicació de la Resolució 1820.